# کارمن سانچس
کارمن سانچس (انگلیسی: Carmen Sánchez؛ ۲۱ آوریل ۱۸۹۸ – ۲۰ نوامبر ۱۹۸۵) خواننده و بازیگر اهل اسپانیا بود. وی بین سال‌های ۱۹۱۰ تا ۱۹۶۹ میلادی فعالیت می‌کرد.
از فیلم‌ها یا مجموعه‌های تلویزیونی که وی در آن‌ها نقش داشته‌است می‌توان به روز به روز و گاوآهن اشاره نمود.